# Сан-Сепе
Сан-Сепе (порт. São Sepé) — муниципалитет в Бразилии, входит в штат Риу-Гранди-ду-Сул. Составная часть мезорегиона Западно-центральная часть штата Риу-Гранди-ду-Сул. Входит в экономико-статистический микрорегион Санта-Мария. Население составляет 23 578 человек на 2007 год. Занимает площадь 2 188,832 км². Плотность населения — 11,3 чел./км².

## История
Город основан 29 апреля 1876 года.

## Статистика
- Валовой внутренний продукт на 2003 составляет 283.000.185,00 реалов (данные: Бразильский институт географии и статистики).
- Валовой внутренний продукт на душу населения на 2003 составляет 11.469,11 реалов (данные: Бразильский институт географии и статистики).
- Индекс развития человеческого потенциала на 2000 составляет 0,775 (данные: Программа развития ООН).